# Leo Magnusson
Leo Magnusson (* 4. Februar 1998) ist ein schwedischer Leichtathlet, der sich auf den Hindernislauf spezialisiert hat.

## Sportliche Laufbahn
Erste internationale Erfahrungen sammelte Leo Magnusson im Jahr 2015, als er bei den Jugendweltmeisterschaften in Cali im 2000-Meter-Hindernislauf in 5:49,26 min den neunten Platz belegte. Zwei Jahre später belegte er bei den U20-Europameisterschaften in Grosseto in 9:25,14 min den zwölften Platz und 2019 wurde er bei den U23-Europameisterschaften in Gävle in 8:50,55 min Siebter. 2021 startete er im 1500-Meter-Lauf bei den Halleneuropameisterschaften in Toruń und schied dort mit 3:44,37 min im Vorlauf aus. 2023 belegte er bei den World University Games in Chengdu in 3:42,65 min den achten Platz über 1500 Meter und im Dezember wurde er bei den Crosslauf-Europameisterschaften in Brüssel nach 31:47 min 46. im Einzelrennen. Im Jahr darauf lief er bei den Crosslauf-Europameisterschaften in Antalya nach 23:34 min 46.
2024 wurde Magnusson schwedischer Meister im 3000-Meter-Hindernislauf sowie 2016 Hallenmeister über 1500 Meter.

## Persönliche Bestleistungen
- 1500 Meter: 3:39,65 min, 5. Juli 2023 in Karlstad
  - 1500 Meter (Halle): 3:43,21 min, 3. Februar 2024 in Stockholm
- Meile: 3:56,65 min, 21. August 2024 in Borås
- 3000 Meter: 8:41,25 min, 22. August 2015  in Kalmar
- 3000 m Hindernis: 8:13,08 min, 8. September 2024 in Zagreb